# Classe M (sous-marin)
Pour les articles homonymes, voir Classe M.
La classe M est une petite classe de sous-marins de la Royal Navy propulsée par un moteur Diesel, conçue et construite à la fin de la Première Guerre mondiale.
Les 4 unités furent réalisées sur les chantiers Armstrong Whitworth à Newcastle upon Tyne et Vickers à Barrow-in-Furness.

## Conception
La caractéristique unique de cette classe était son armement de pont composé d'un canon naval de 305 mm installé dans l'avant du kiosque avec une réserve de munitions de 50 obus. Les canons provenaient des pièces de rechange des cuirassés de classe Formidable. Le canon tirait son obus en immersion périscopique mais il devait remonter 3 minutes en surface pour être rechargé.
Un canon antiaérien de 76 mm (Mk II 3 pouces) assurait sa défense en surface.
Les M1 et M2 étaient aussi équipés de 4 tubes lance-torpilles de 457 mm (18 pouces), les M3 et M4 de 533 mm (21 pouces). Chaque unité n'avait qu'une réserve de 4 torpilles.
La commande de cette classe remplaçait les 4 dernières unités annulées du premier groupe de la classe K.

## Service
- Seul le M1 est entré en service avant la fin de la guerre mais n'a fait aucune opération. Il fut commandé par le futur amiral Max Kennedy Horton en mer Baltique. Lors d'un exercice dans la Manche le 12 novembre 1925, proche du comté de Devon, il entre en collision avec le charbonnier suédois SS Vidar. L'épave a été retrouvée en 1999 par 73 m de profondeur.
- Le M2 a été converti en transport d'hydravions en 1925, le hangar de l'hydravion (un monoplace Parnall Peto[1]) remplaçant la tourelle du canon naval. Il a sombré le 26 janvier 1932 proche du tombolo Chesil Beach de l'Île de Portland. C'est désormais un site de plongée.
- Le M3 a été converti en 1927 en mouilleur de mines, avec une réserve de 100 mines. Il a servi principalement pour les essais de la future classe Grampus. Il a été abandonné en 1932.
- Le M4 a été démantelé avant son achèvement.

En 1924, les trois unités ont été utilisées pour tester les peintures de camouflage afin de réduire la visibilité du sous-marin en navigation de surface par les avions.

## Les sous-marins de classe M
| Nom    | Lancement       | Service effectif | Chantier naval                          | Fin de carrière               | Photo |
| ------ | --------------- | ---------------- | --------------------------------------- | ----------------------------- | ----- |
| HMS M1 | 9 juillet 1917  | avril 1918       | Vickers Barrow-in-Furness               | collision le 11 décembre 1925 |       |
| HMS M2 | 19 octobre 1918 | février 1920     | Vickers Barrow-in-Furness               | sombré le 26 janvier 1932     |       |
| HMS M3 | 19 octobre 1918 | juillet 1920     | Armstrong Whitworth Newcastle upon Tyne | abandonné en avril 1932       |       |
| HMS M4 | 20 juillet 1919 | non terminé      | Armstrong Whitworth Newcastle upon Tyne |                               |       |